# Parc Estatal Andrew Molera

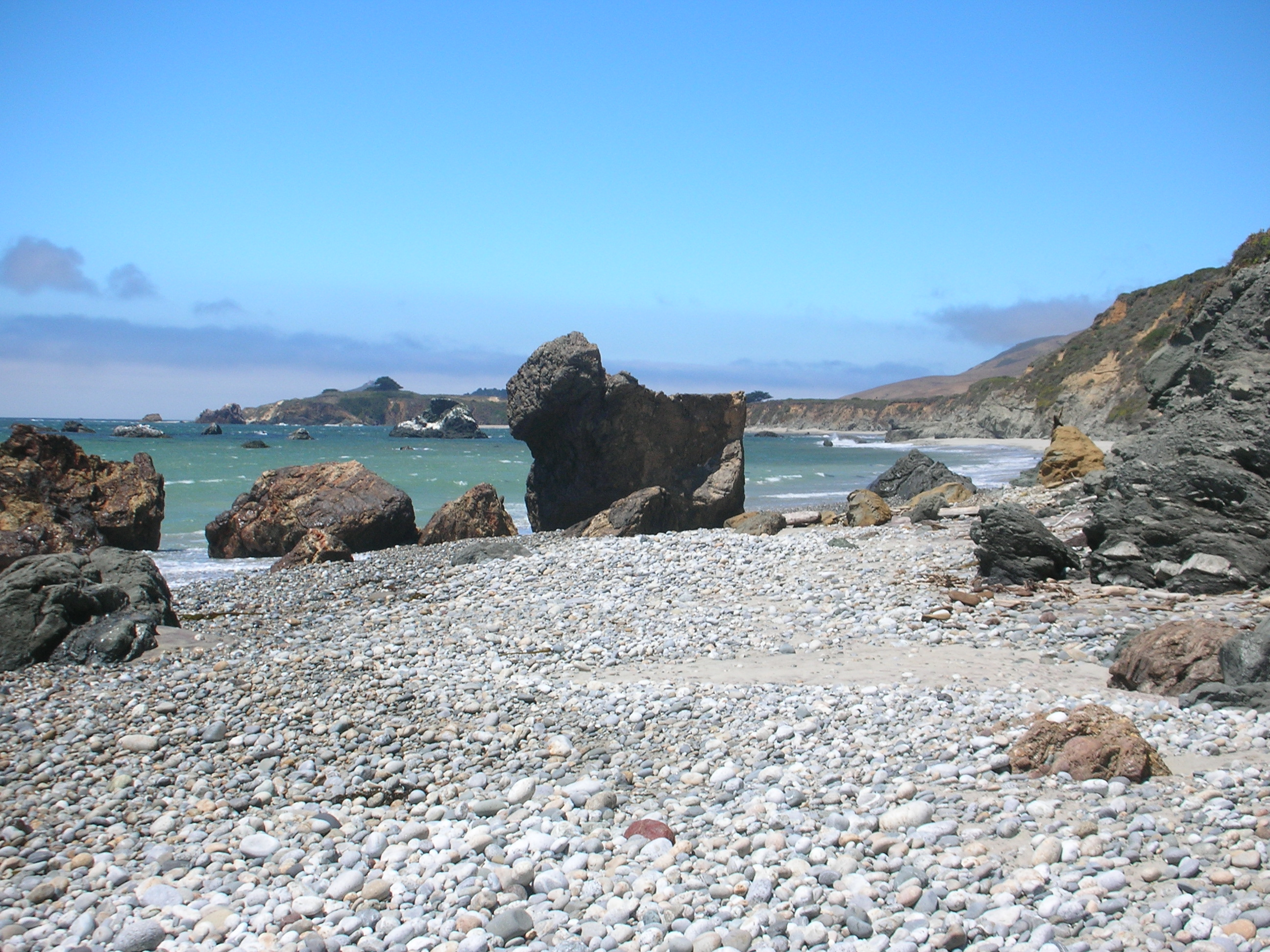
Platja del Parc Estatal Andrew Molera a Big Sur

El Parc Estatal Andrew Molera és un parc estatal situat al Comtat de Monterey, Califòrnia, Estats Units.
Localitzat en unes terres que pertanyien anteriorment a la família Molera, el parc porta el nom Andrew Molera en commemoració seva. Mort el 1931, Andrew Molera havia estat l'introductor de la carxofa a Califòrnia el 1922. La seva germana, Frances Molera (va morir el 1968), va posar-hi aquest nom com a condició quan va vendre la propietat a "Conservació de la Natura" el 1965.
Localitzat a la costa de Big Sur, aquest parc encara està relativament poc desenvolupat i ofereix als visitants grans caminades, pesca i caminades per la platja, amb molts quilòmetres de senders sinuosos, platges i turons. Un vell campament on s'arriba a peu, popular entre els caminants i els ciclistes, està ubicat a uns sis-cents metres de la zona d'aparcament. Es considera la zona més segura per practicar el surf a Big Sur.

## La cabana d'en Cooper

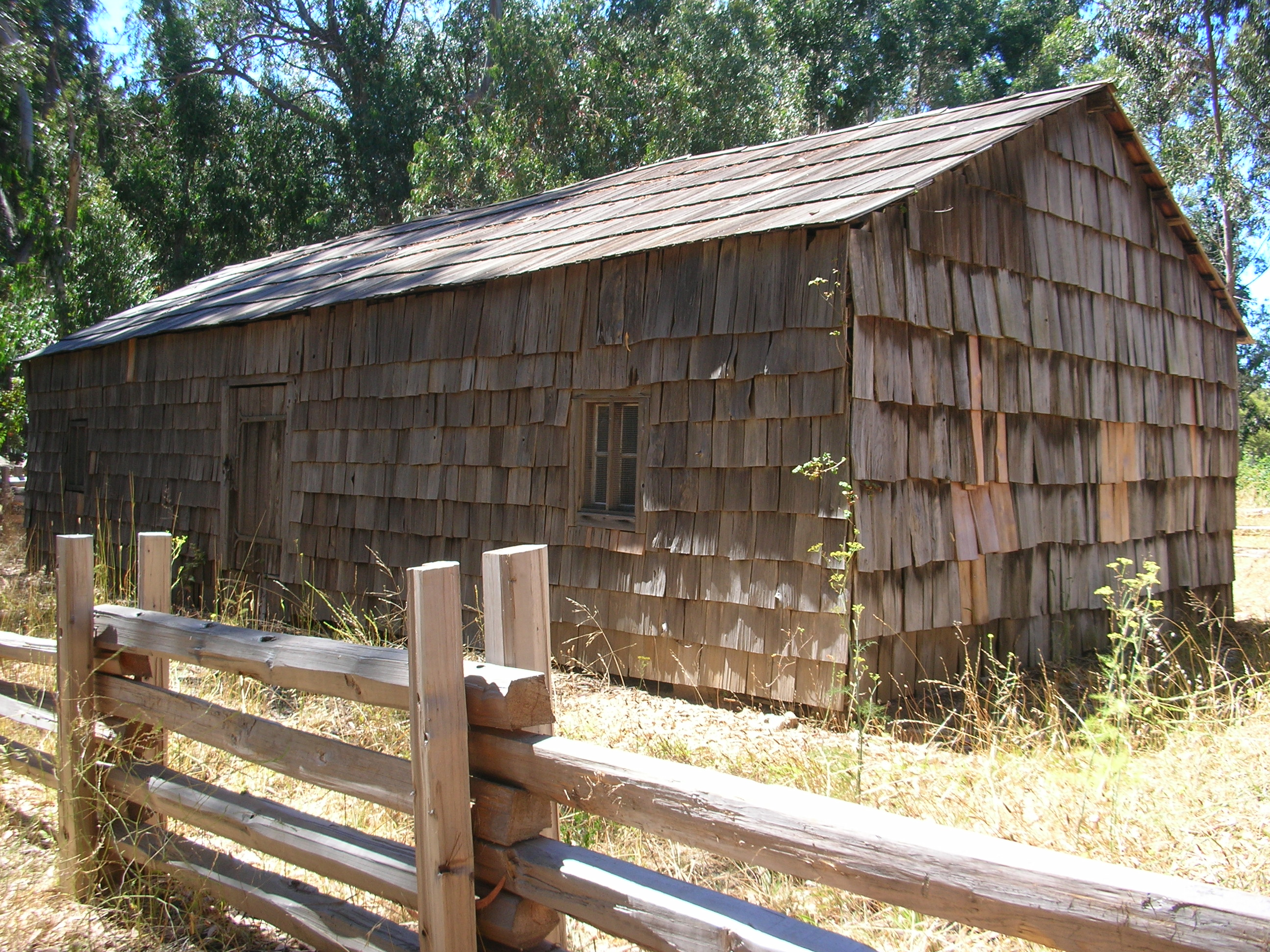
La cabana d'en Cooper

El parc compta amb la cabana històrica d'en Cooper, construïda el 1888. És l'estructura més antiga a Big Sur.

## Zona d'acampada dels senders del Parc Estatal Andrew Molera
Hi ha 24 llocs identificats. Acampar està permès només a aquests llocs, amb un màxim de quatre persones per parcel·la. El registre és en base el primer que arriba, el primer que té lloc. No es permeten els gossos ni als senders ni a la zona d'acampada.
El parc està a 32 quilòmetres al sud de Carmel per la carretera estatal 1 de Califòrnia.

## Senders

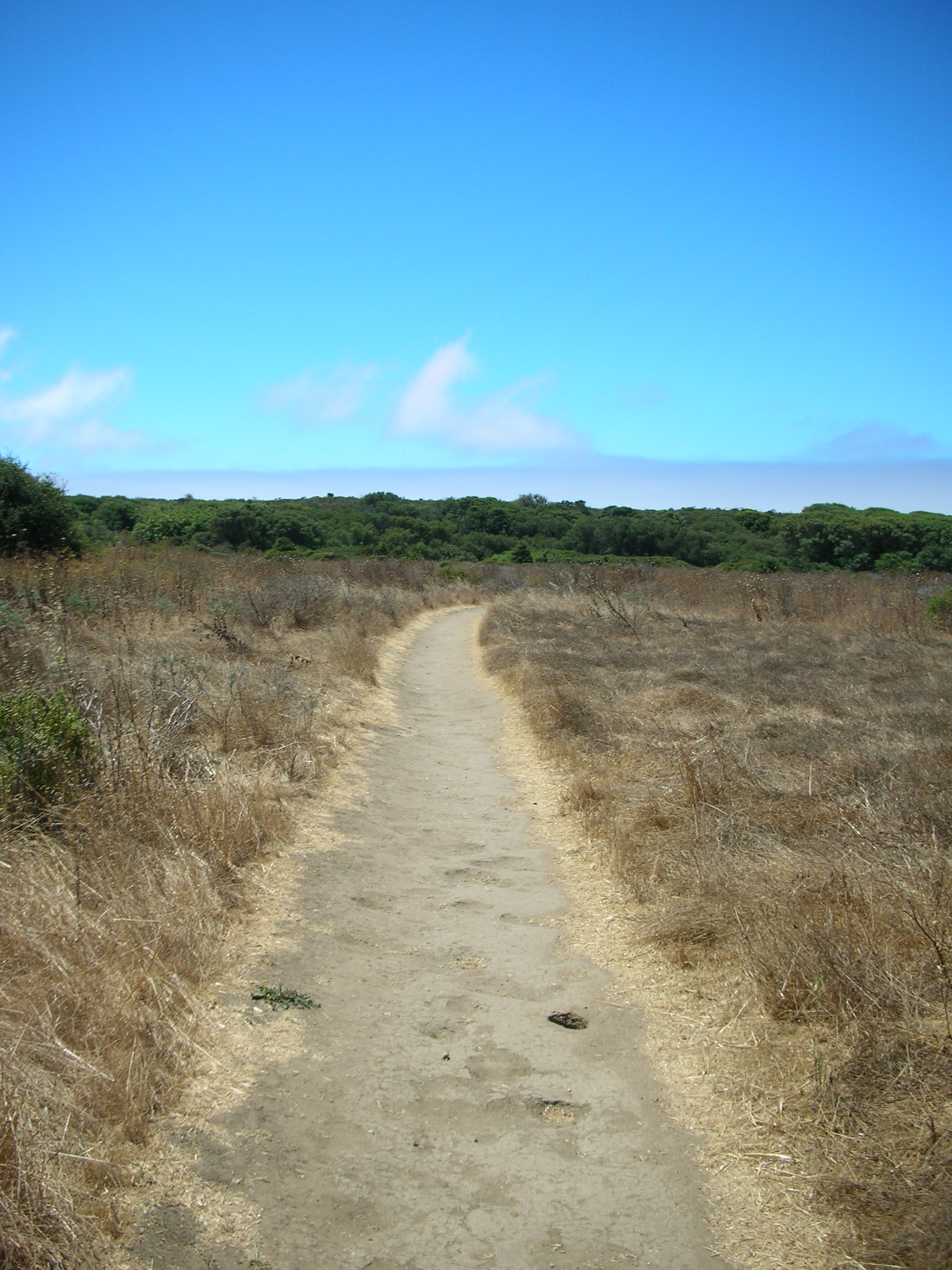
Un dels senders que transcorren pel Parc Estatal Andrew Molera

El Parc Estatal Andrew Molera té uns 32 quilòmetres de senders. Alguns d'ells van per la riba de la platja, d'altres transcorren paral·lels al riu Big Sur, mentre que uns altres pugen fins a les crestes dels turons amb vistes de tota la costa de Big Sur.

## Les cascades de l'Andrew Molera
El parc compta amb una cascada que té aigua durant tot l'any, la cascada Andrew Molera. Aquesta cascada té uns vint metres d'altura
Altres cascades properes són: la cascada Limekiln, la cascada Salmon Creek, la cascada McWay al Parc Estatal Julia Pfeiffer Burns i la cascada Pfeiffer al Parc Estatal Pfeiffer Big Sur.